# Torsten Schmitz
Torsten Schmitz (* 26. August 1964 in Crivitz) ist ein deutscher Boxtrainer und ehemaliger Boxer.

## Amateurkarriere
Torsten Schmitz begann mit dem Boxen beim  Sportclub Traktor Wendorf . Ab 1978 trainierte er im Boxclub Traktor Schwerin. Sein größter Erfolg im Nachwuchs war der Gewinn der Goldmedaille im Weltergewicht bei der Junioren-Europameisterschaft 1982 in Schwerin.
1983, 1984 und 1985 wurde er jeweils DDR-Meister der Erwachsenen im Weltergewicht und schlug in den Finalkämpfen Fred Moritz, Siegfried Mehnert und Wolfram Schmidt. Bei den Wettkämpfen der Freundschaft in Havanna 1984 besiegte er im Finalkampf des Weltergewichts den Kubaner José Luis Hernández und startete auch bei der Europameisterschaft 1985 in Budapest, wo er im Viertelfinale mit 2:3 gegen Borislaw Abadschiew ausschied. Auch bei der Weltmeisterschaft 1986 in Reno, ging er im Weltergewicht an den Start und gewann eine Bronzemedaille; er hatte unter anderem Israjel Hakobkochjan besiegt, ehe er im Halbfinale mit 2:3 gegen Candelario Duvergel ausgeschieden war.
1987 wurde er mit einem Finalsieg gegen Enrico Richter DDR-Meister im Halbmittelgewicht und 1988 nach einer Finalniederlage gegen Henry Maske DDR-Vizemeister im Mittelgewicht. Er startete daraufhin im Halbmittelgewicht bei den Olympischen Sommerspielen 1988 in Seoul und siegte in der Vorrunde gegen Angel Stojanow, ehe er im Achtelfinalkampf gegen den späteren Olympiasieger Park Si-hun unterlag.
1989 wurde er mit einem finalen Sieg gegen Jochen Pohle letztmals DDR-Meister im Halbmittelgewicht, gewann mit einem Sieg gegen den US-Amerikaner Tim Littles das Challenge Match in Casablanca und startete bei der Weltmeisterschaft 1989 in Moskau, wo er sich gegen die Starter aus der Türkei, Ungarn, Schweden und Ägypten bis in das Finale vorkämpfte und dort diesmal gegen Israjel Hakobkochjan unterlag und Vize-Weltmeister im Halbmittelgewicht wurde.
1990 gewann er mit einem Sieg gegen Alexander Lebsjak erneut das Challenge Match in West-Berlin und erkämpfte die Silbermedaille im Halbmittelgewicht bei den Goodwill Games in Seattle. Nach Siegen gegen Chris Byrd und Alexander Lebsjak, war er im Finale mit 2:3 wieder gegen Hakobkochjan unterlegen.
1991 wurde er mit einem Finalsieg gegen Wolfram Schmidt Deutscher Meister im Halbmittelgewicht und boxte für den SC Schwerin in der 1. Bundesliga.
Bei der Europameisterschaft 1991 in Göteborg konnte er sich gegen Angel Stojanow, Milan Konečný und Ole Klemetsen in das Finale vorkämpfen, wo er wieder gegen Hakobkochjan unterlag und Vize-Europameister im Halbmittelgewicht wurde. In dieser Gewichtsklasse nahm er dann noch an der Weltmeisterschaft 1991 in Sydney teil und erreichte unter anderem mit Siegen gegen Orhan Delibaş und Jan Dydak das Halbfinale, wo er gegen Juan Carlos Lemus mit einer Bronzemedaille ausschied.
Darüber hinaus konnte er beim Chemiepokal-Turnier im Weltergewicht 1984 Gold, 1985 und 1986 jeweils Silber, im Halbmittelgewicht 1987 Bronze, sowie 1988 und 1989 Gold gewinnen. 1990 gewann er zudem die Goldmedaille im Mittelgewicht.

## Trainerkarriere
1993 beendete Schmitz sein Studium an der Leipziger DHfK mit dem Abschluss des Diplom-Sportlehrers. Er war bis 1996 Trainer beim Kölner Verein SC Colonia.
Ab August 1996 war er als Trainer bei Universum Box-Promotion tätig. Zu den von ihm betreuten Boxern gehörten unter anderem Bert Schenk, Regina Halmich, Michel Trabant und Luan Krasniqi.  Mit dem Karriereende von Regina Halmich im November 2007 verlor Schmitz seine Anstellung bei der Hamburger Universum Boxstall und übernahm schließlich freiberuflich die Betreuung von SES-Boxer Robert Stieglitz, mit dem er am 22. August 2009 den WBO-Titel im Supermittelgewicht gegen den Universum-Boxer Károly Balzsay gewann.
Vom 1. Oktober 2010 bis 30. September 2014 arbeitete er für den Boxstall des Promoters Wilfried Sauerland in Berlin. Danach wechselte er ins Bundesleistungszentrum Niedersachsen nach Gifhorn. Ab September 2015 war er Trainer bei der Pollex Box-Promotion. In der Zeit vom 1. Januar 2017 bis 30. September 2017 stellte Schmitz seine Dienste dem Verein SKC TaBeA Halle zur Verfügung. Ab 1. Oktober 2017 war er für den Boxstall Agon Sports & Events in Berlin tätig und blieb bis Ende 2018 im Amt. Später arbeitete er in Berlin als Fahrer.

## Auszeichnungen
- 1984: Vaterländischer Verdienstorden in Gold

## Film
1985 drehte die Regisseurin Christiane Hein für die DEFA Kinobox unter dem Titel Boxen ein kurzes Porträt über Schmitz.